# 金旅XML6125

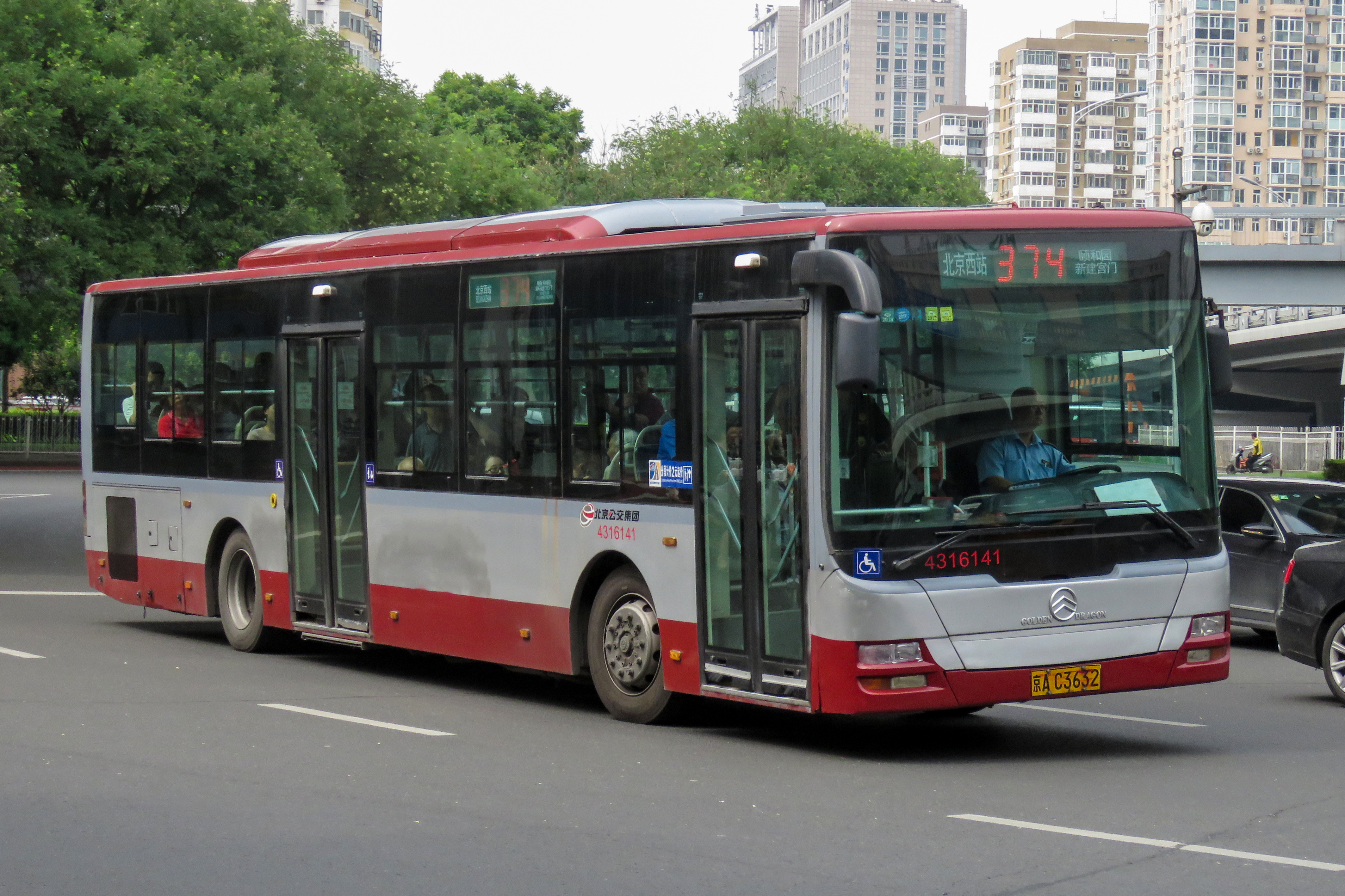
北京公交金旅XML6125J93C（2019年退役）

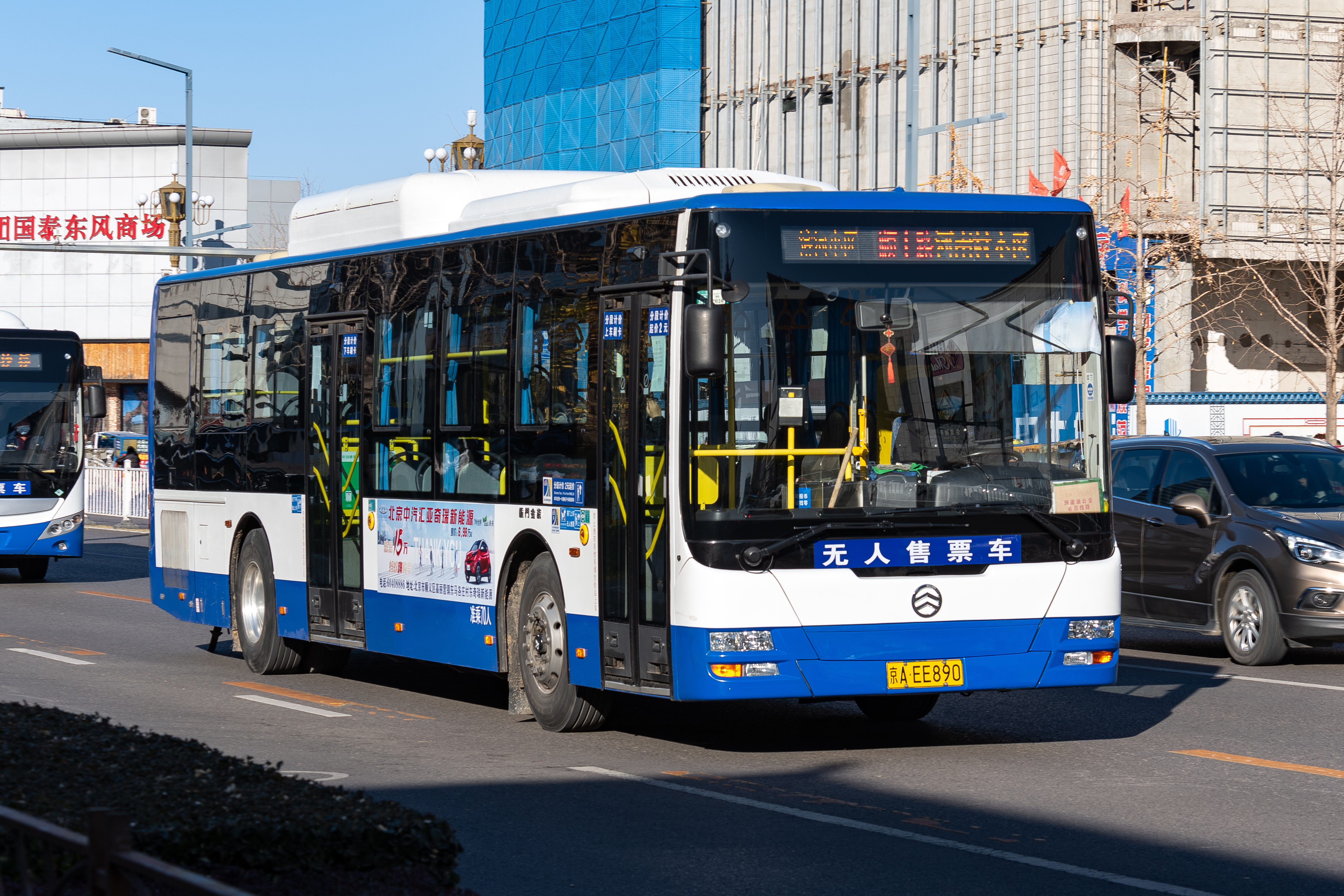
北京顺义骏马公交金旅XML6125JHEVG5CN1

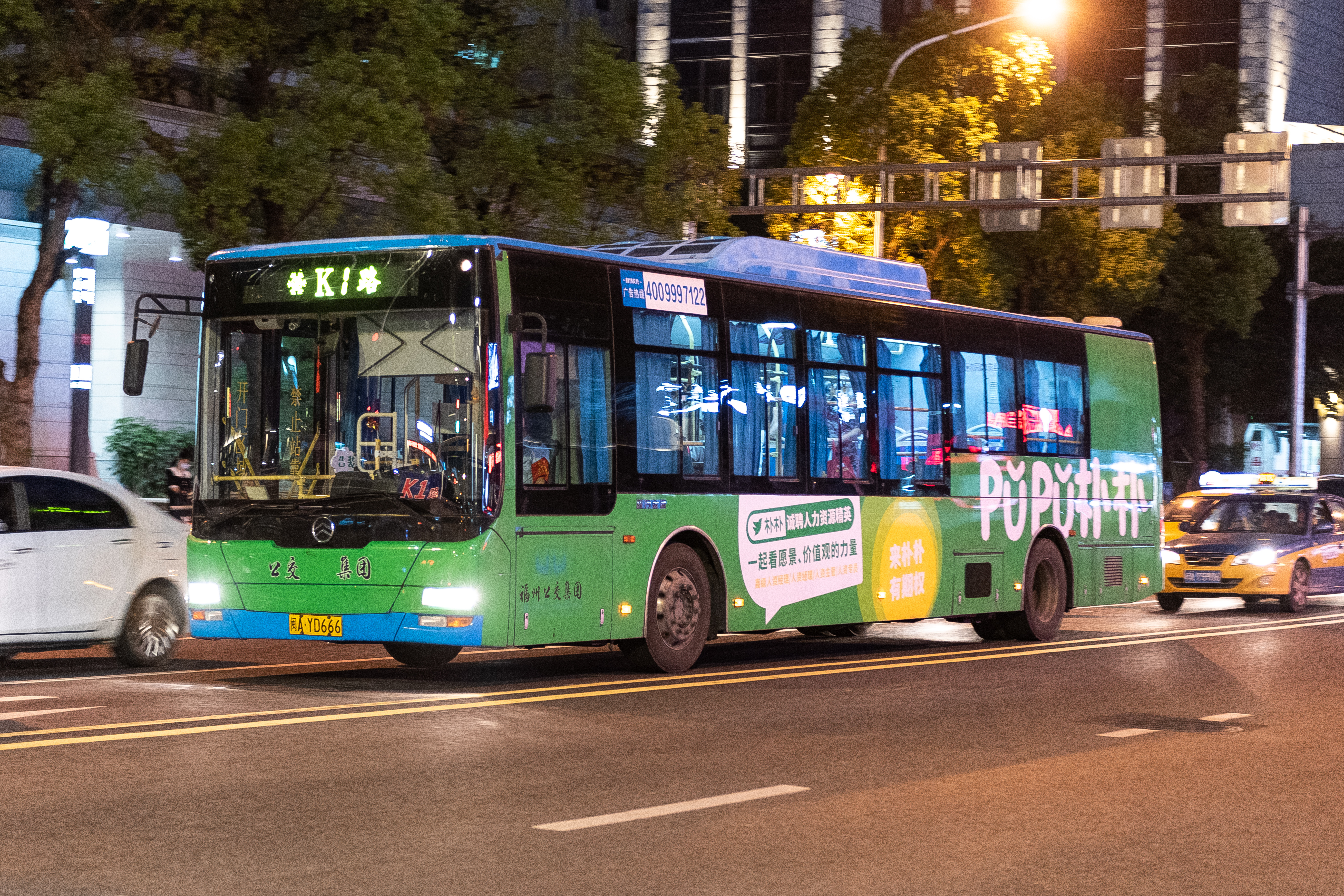
福州公交金旅XML6125JEVB0C

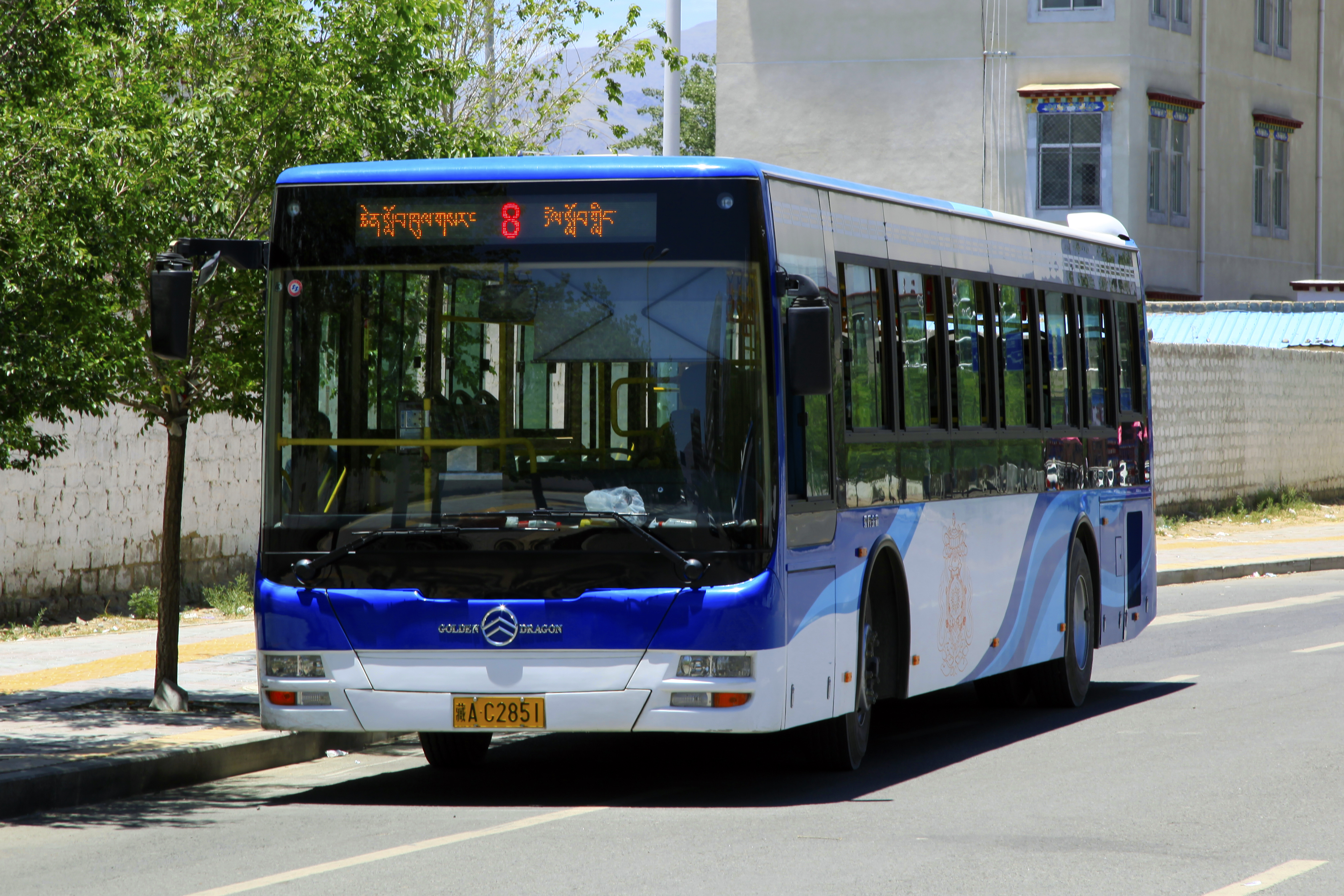
拉薩公交金旅XML6125J18C

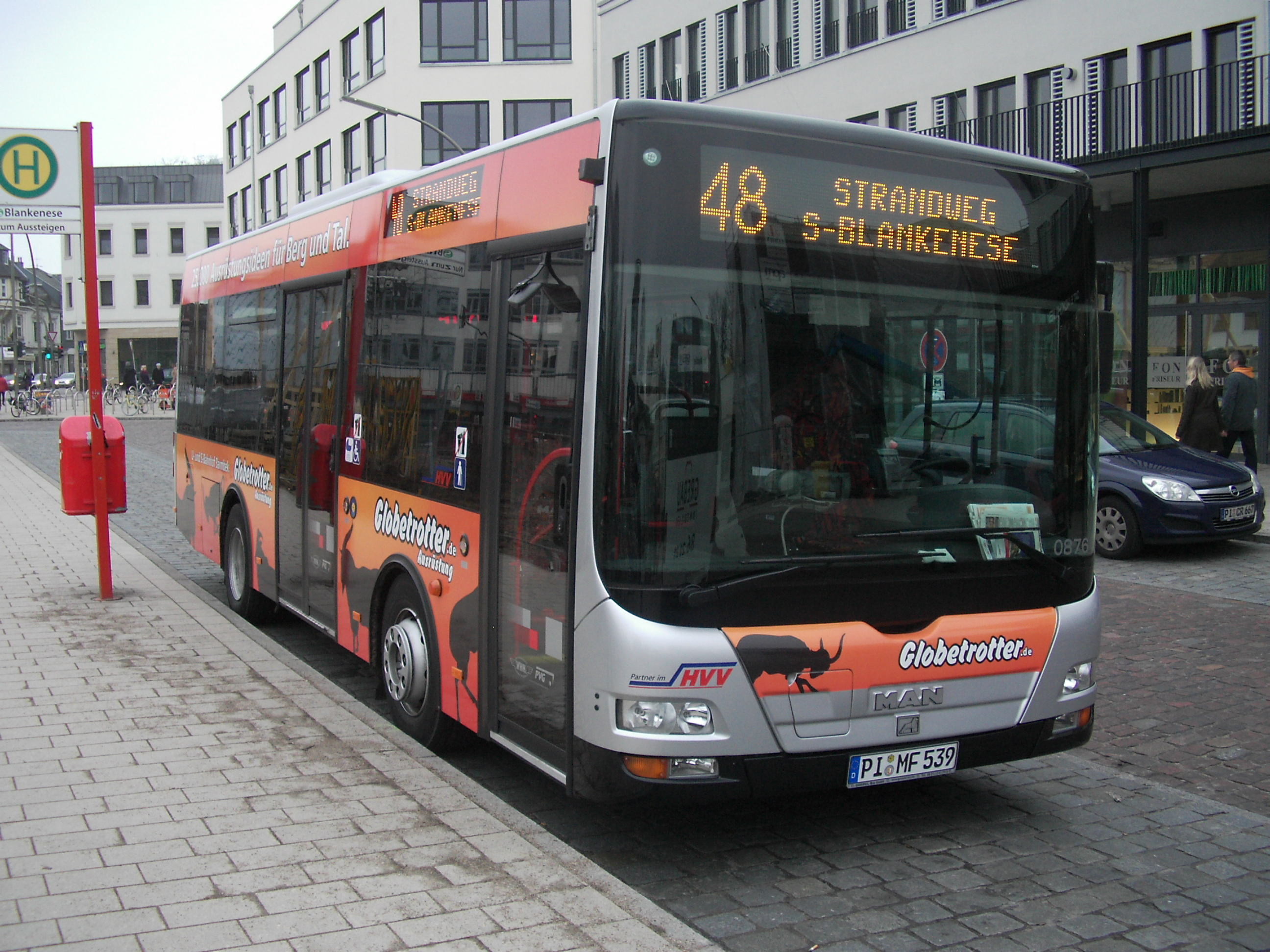
金旅XML6125J15C外觀極似MAN Lion´s City

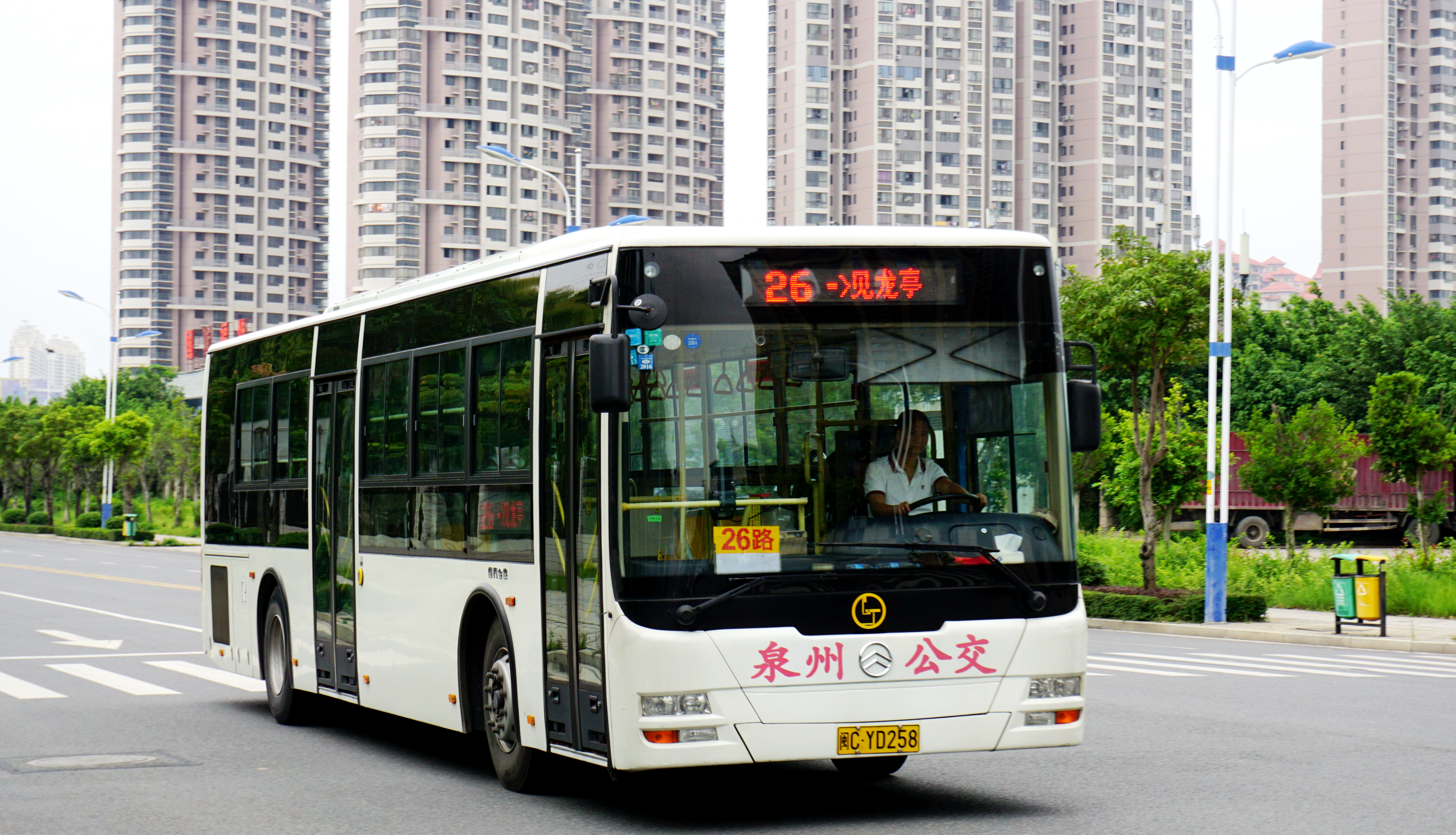
泉州公交XML6125JHEV58C(目前已封存)

金旅XML6125（GOLDEN DRAGON XML6125）是中華人民共和國車商金旅客車所生產的一款低底盤公車，共有三門及雙門兩種車款。最大的特點就是，其外觀造型模仿了德國MAN Lion's City，但2018年起生产的车型开始使用“金旅川流”车身。

## 臺灣規格
- 引擎：
  - 型號XML6125J15C：Cummins ISB6.7EV285B
  - 型號XML6125CL：Cummins ISB6.7EV300B
- 馬力：285hp、300hp
- 排氣量：6,692.4c.c
- 變速箱[1]：
  - 型號XML6125J15C：綦江QJ1205五速手排(ZF技術)、EATON FSBO-8406A 六速手排
  - 型號XML6125CL：ZF Ecomat 6HP504C六速自排、ZF Ecolife 6AP1400B 六速自排
- 車身相關數據：
  - 兩門車
    - 車長：11,980mm
    - 軸距：6,000mm

  - 三門車
    - 車長：12,000mm
    - 軸距：5,850mm

## 使用市場

### 臺灣
在2013年由馨盛汽車引進，目前營運地區為臺北市、新北市、苗栗、臺中市、嘉義、臺南市、高雄市、澎湖及屏東。
- 兩門車型號：XML6125J15C，使用業者為：皇家客運、苗栗客運、嘉義客運、南台灣客運、澎湖縣公車、屏東客運。
- 兩門車型號（電動）：XML6125JEV，使用業者為：指南客運、中台灣客運、中鹿客運、興南客運、漢程客運、首都客運、臺北客運、台中客運、睿奕交通、巨業交通
- 三門車型號：XML6125CL，使用業者為：台中客運、臺北客運（另有兩門車款式用於苗栗客運）。

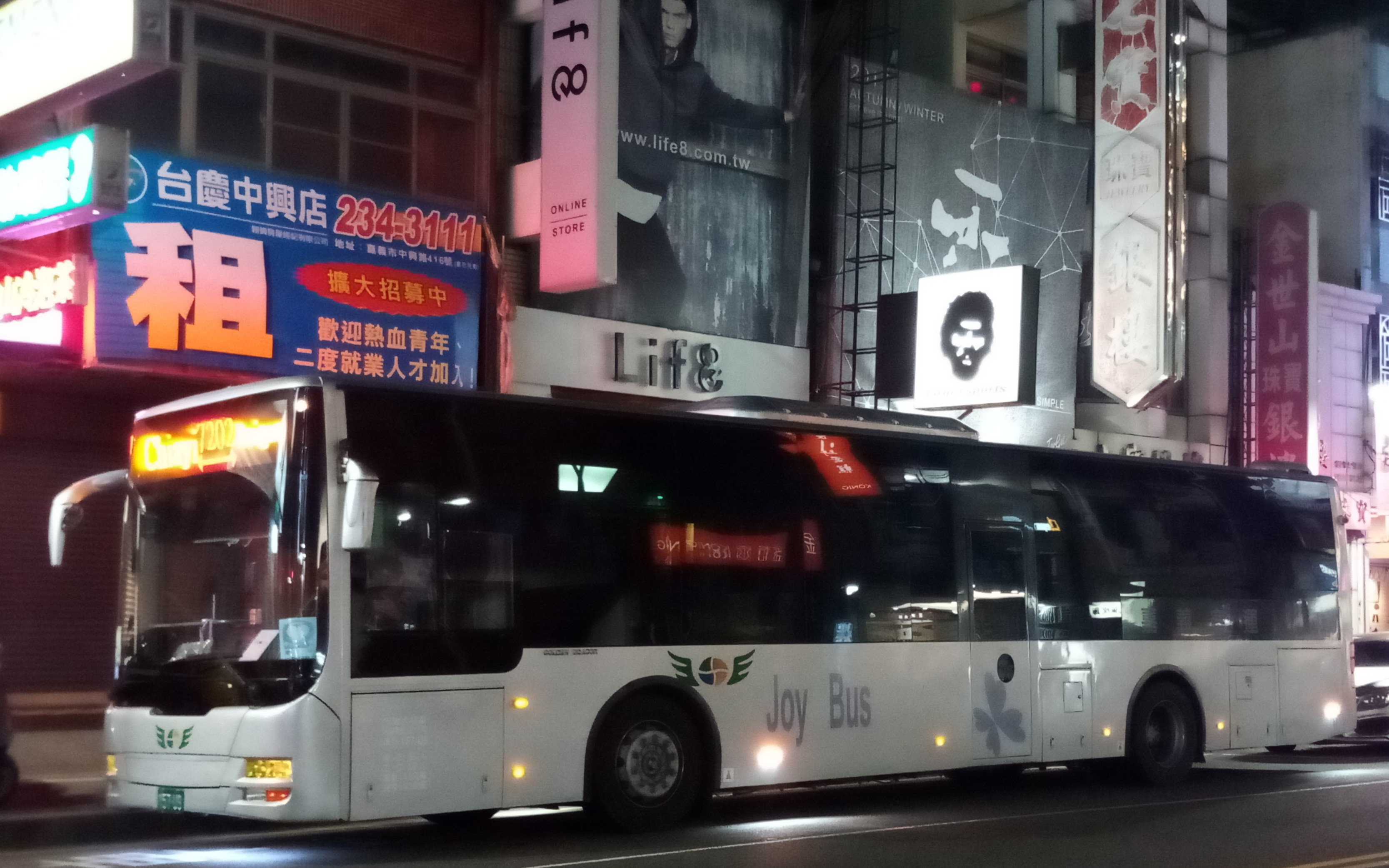
嘉義客運金旅XML6125J15C
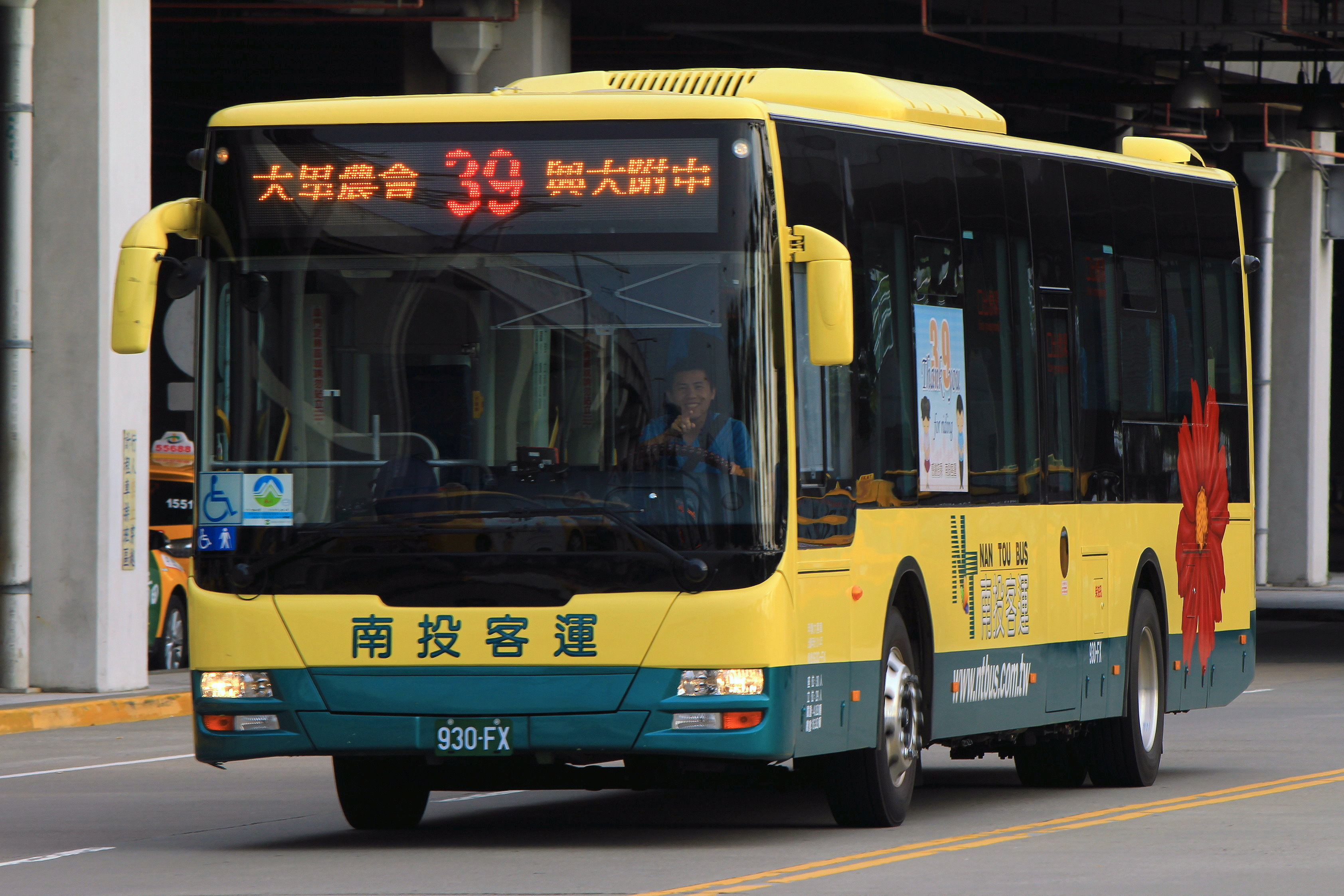
南投客運金旅XML6125J15C。(已轉籍屏東客運)
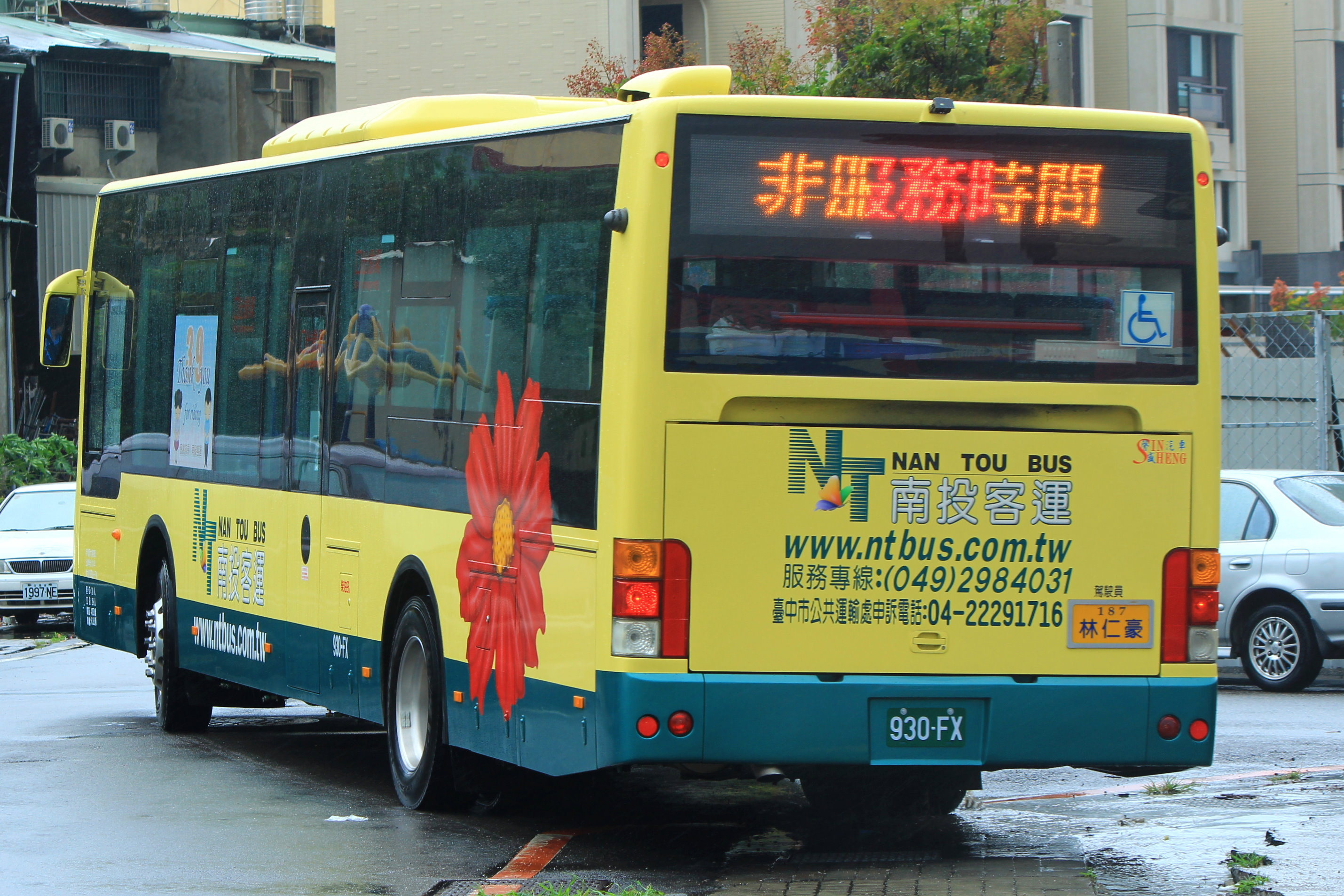
南投客運金旅XML6125J15C車尾。(已轉籍屏東客運)
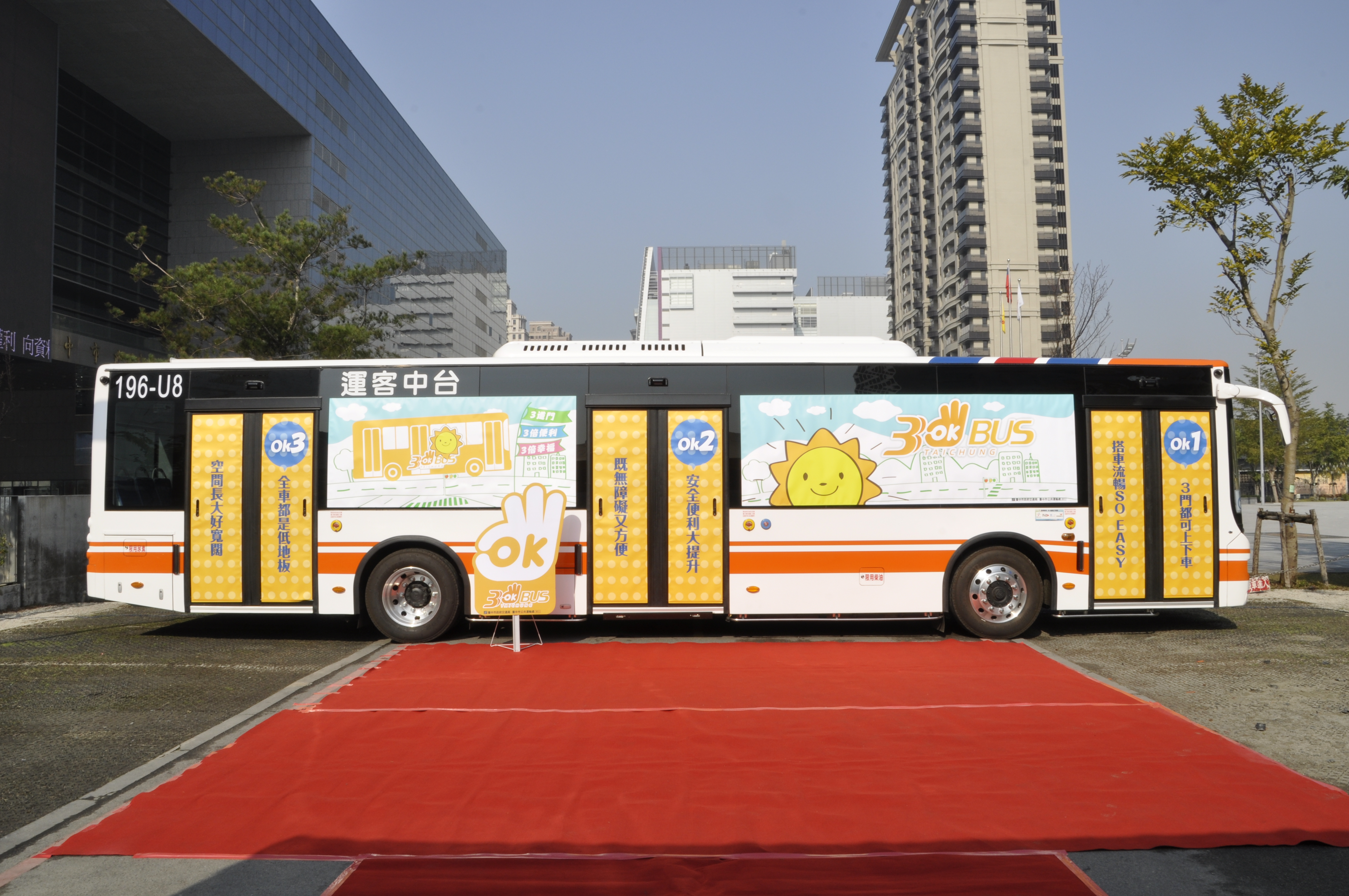
台中客運金旅XML6125CL展示會
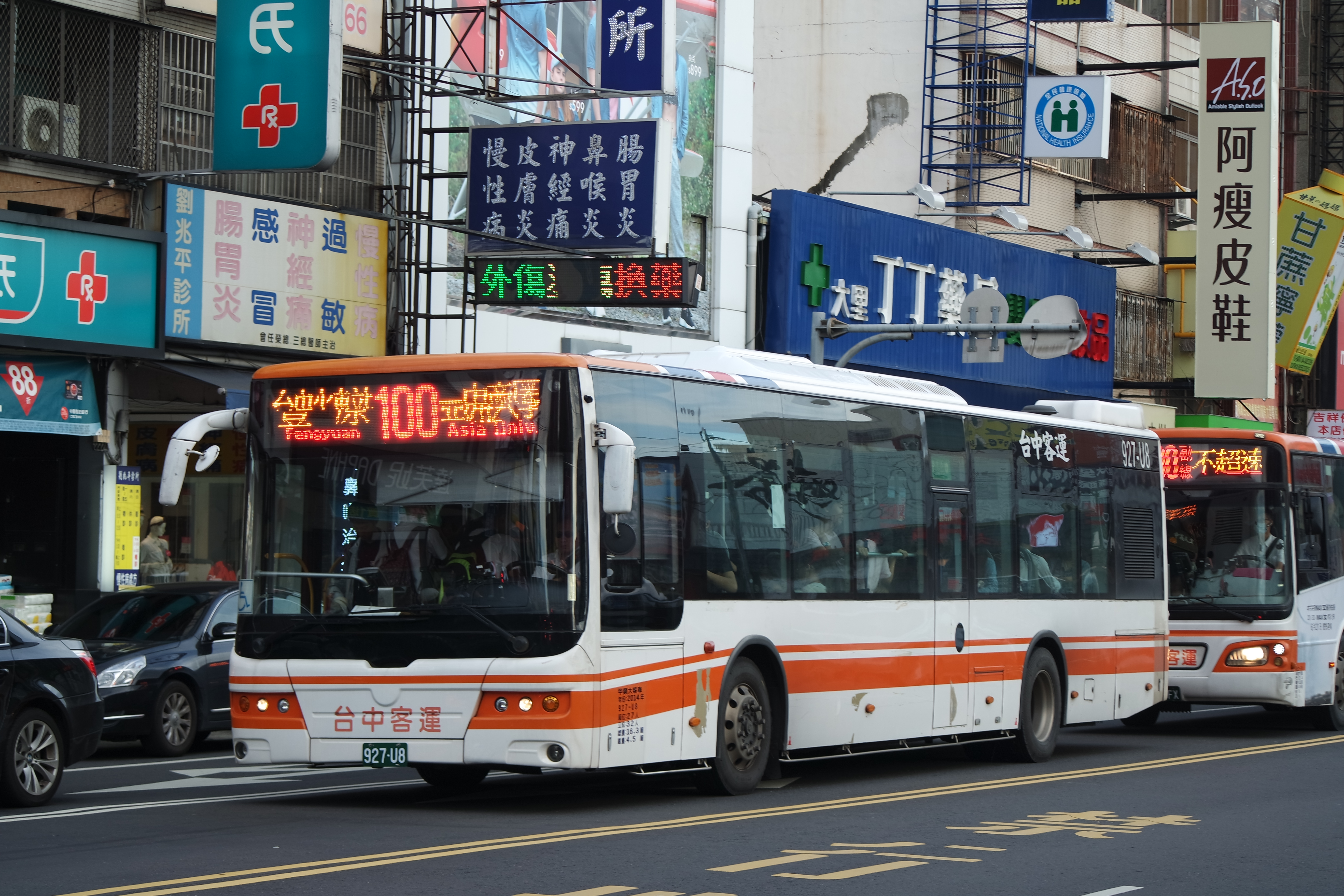
台中客運金旅XML6125CL
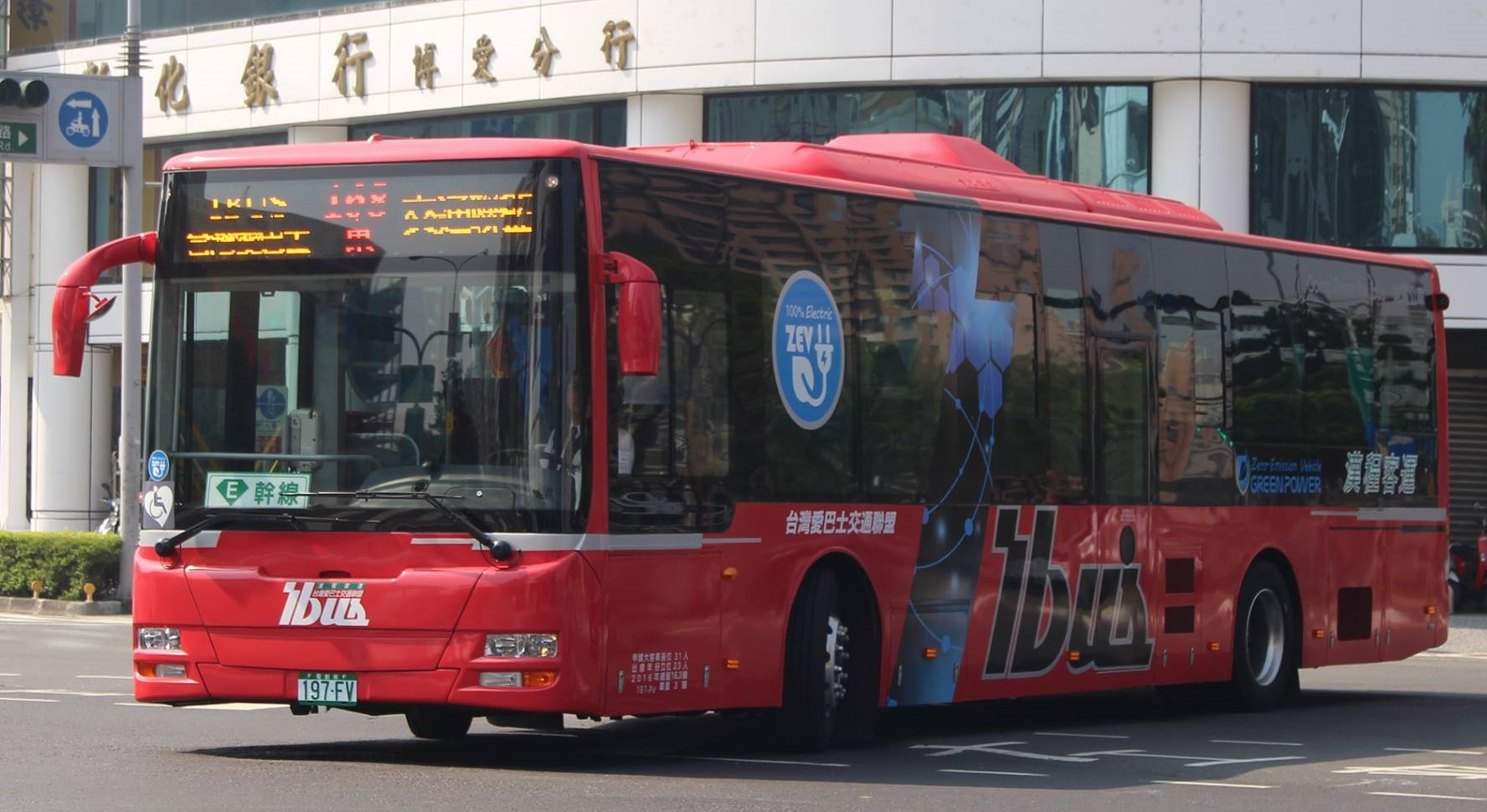
漢程客運金旅XML6125JEV
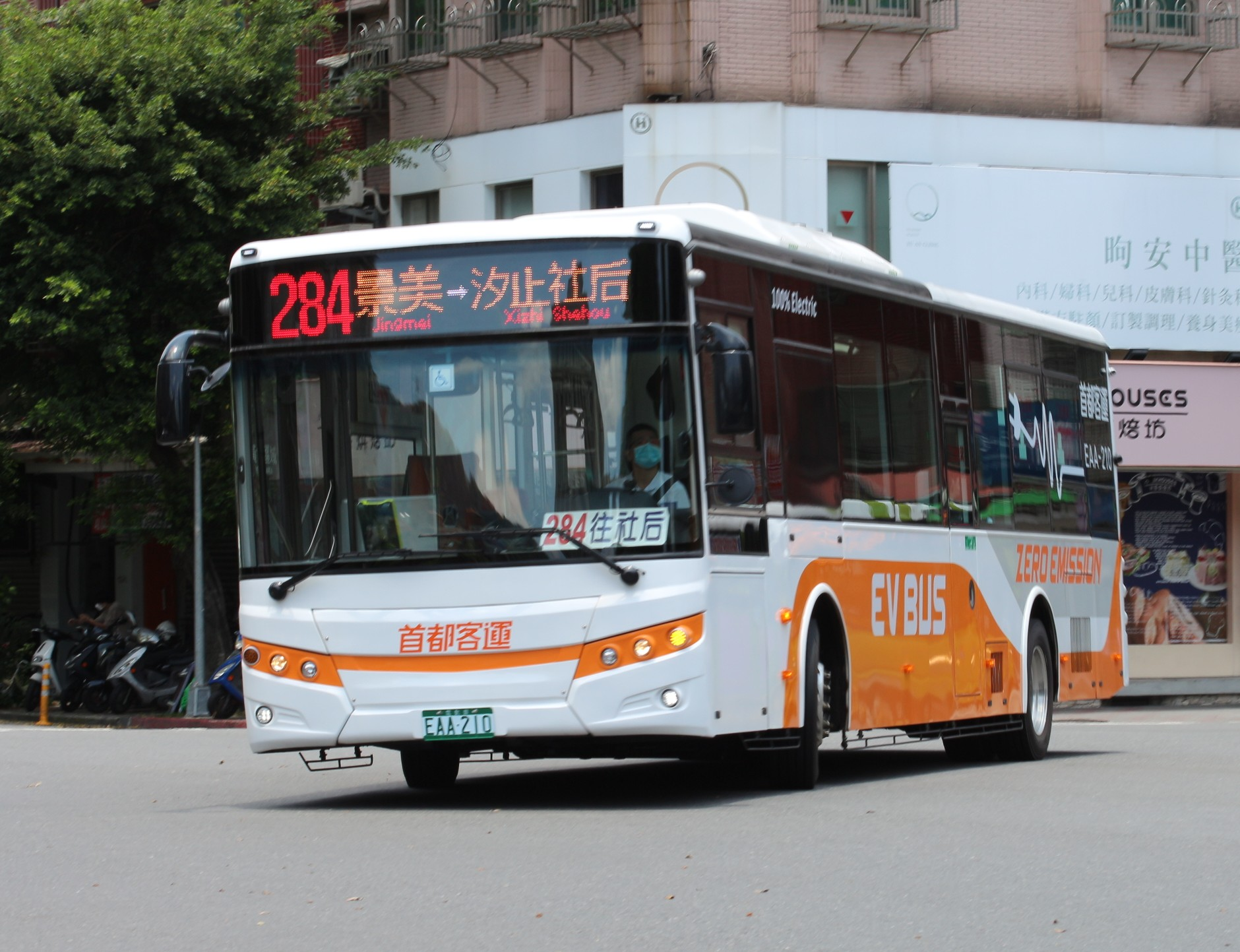
首都客運金旅XML6125JEV
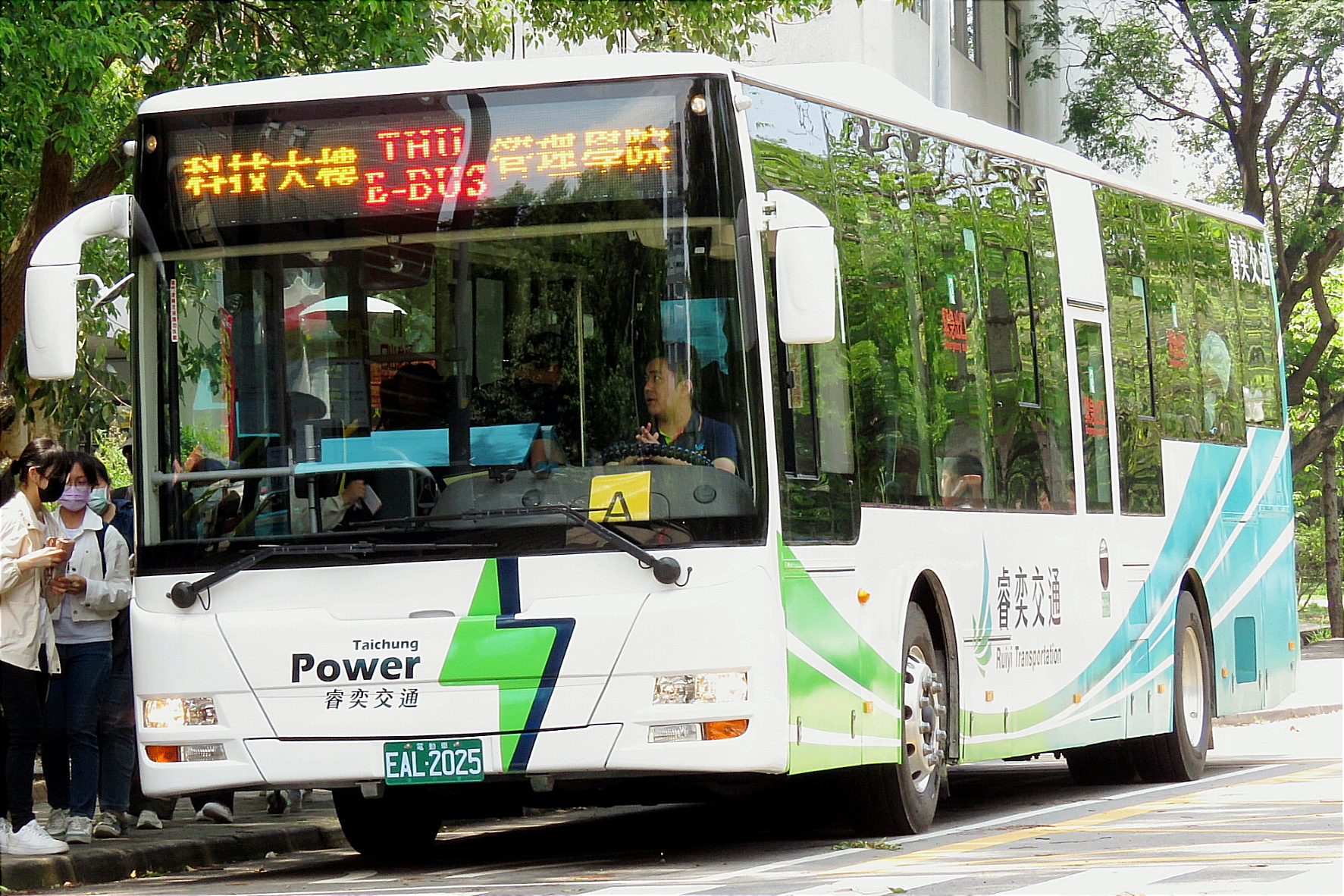
睿奕交通金旅XML6125JEV

### 中國
- 北京公交亦使用这一车型，主要用于563、575、633等海淀西北线路(該車已淘汰)。顺义区区内公交业者骏马客运则有仿MAN Lion's City车身的XML6125JHEVG5CN1型气电混合动力客车，用于顺1路。北京首都国际机场航站楼间旅客摆渡车亦有使用XML6125JHEVG5CN1，但车身采用与顺义骏马不同的“川流”。
- 福州公交集团亦有采用该系列车型，型号包括XML6125JEVB0C、XML6125JHEVB8C1、XML6125JHEV38C（仿MAN车身）、XML6125JHEVW5C（川流车身）等。
- 拉薩公交
- 泉州公交于2013年7月引入一部XML6125JHEV58C型柴油混合动力城市客车，该车系厦门金旅为抵偿违约金转让而来。原车牌闽DA6738，2014年6月过户后更换为闽CYD258，2021年10月20日挂网拍卖后报废。[2]

## 外部連結
- 金旅客車 （页面存档备份，存于）
- 臺灣康明斯 （页面存档备份，存于）
- 采埃孚公司 （页面存档备份，存于）
- 綦江齒輪傳動